# 4417 Lecar
4417 Lecar eller 1931 GC är en asteroid i huvudbältet, som upptäcktes 8 april 1931 av den tyske astronomen Karl Wilhelm Reinmuth i Heidelberg. Den har fått sitt namn efter den amerikanske astrofysikern Myron Lecar.
Asteroiden har en diameter på ungefär 11 kilometer och den tillhör asteroidgruppen Gefion.